# سیمون کمبل
سیمون کمبل (انگلیسی: Simon Campbell؛ ‏تلفظ نام‌خانوادگی: ‎/ˈkæmbəl/‎؛ ‏ زادهٔ ۲۷ مارس ۱۹۴۱) شیمیدان اهل بریتانیا است.
وی همچنین برندهٔ جوایزی همچون همکار انجمن سلطنتی شده است.